# Оже III де Молеон

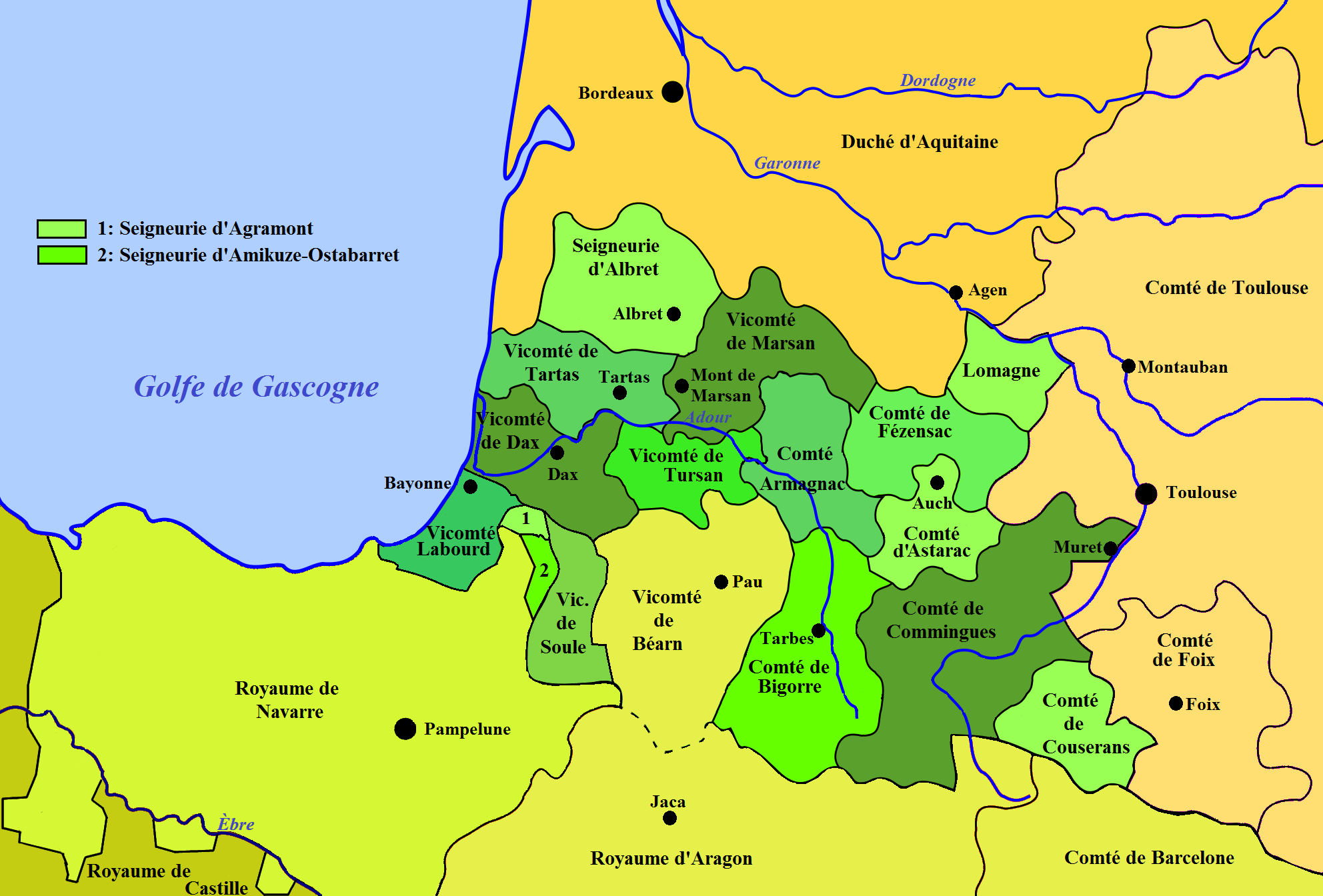
Виконтство Суль на карте Гаскони

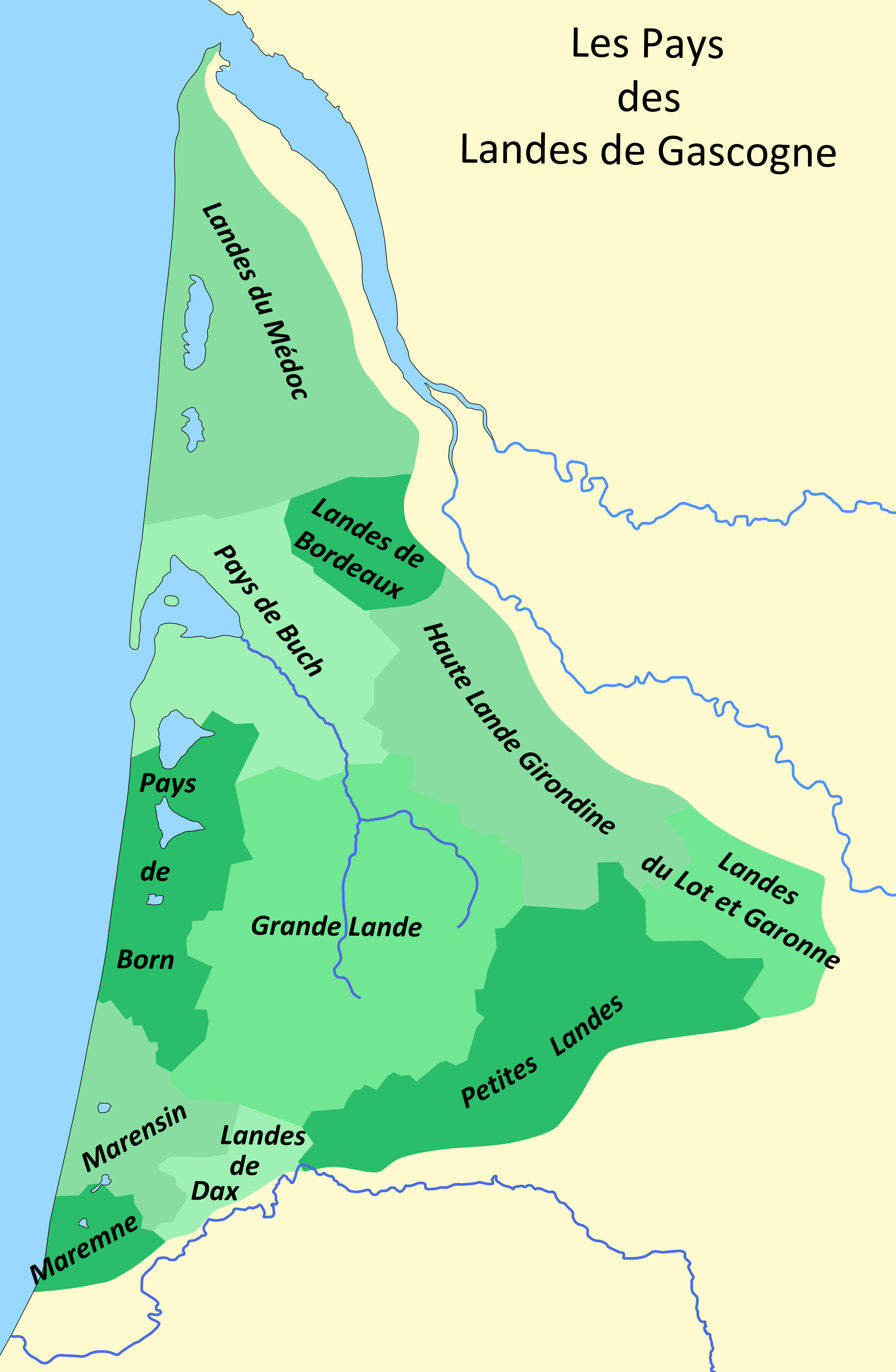
Марансен (снизу слева)

Оже III де Молеон (Auger II de Mauléon) (ум. 1312) — последний виконт Суля. 
Сын Раймона-Гильома де Суль, умершего не ранее 1252 года.
По договору от 3 ноября 1261 г. передал виконтство Суль герцогу Аквитании Генриху в обмен на страну Марансен и несколько сеньорий.
В 1295 году в ходе войны Филиппа Красивого с Англией восстановил свою власть в виконтстве. Но согласно мирному договору 1303 года Суль отошёл Англии.
Уступил королю Филиппу IV замок Молеон по договору от 17 июня 1307 года. После этого жил в Наварре.
Жена — Мирамонда де Бюзи. Дети:
- Корбейран де Молеон (ум. после 1304, но раньше отца)
- Оже де Молеон (ум. после 1303, но раньше отца)
- Гильом Арно де Молеон
- Гарсиа де Молеон
- Раймон-Арно де Молеон.